# Спутник (Салават)
Спутник — посёлок в городе Салават в Республике Башкортостан Российской Федерации. Состоит из нескольких микрорайонов. Население: 440 человек (2021 год).Имеет микрорайоны от 1 до 8.

## География
Находится на левом берегу реки Белой, возле системы озёр. Река Белая в районе микрорайона углубляется земснарядом.
Улицы: Российская, Петроградская, Луговая, Парковая, Мирзая Амира, бульвар Солнечный.8 мкр-Родниковая, Озёрная. 6 мкр-Водная, Зеркальная

## Флора и фауна
Я. М. Голованов, С. С. Петров, А. В. Швецова обнаружили в окрестностей посёлка Спутник  124 вида высших растений, относящихся к 28 семействам; ими выделено 4 ассоциации, принадлежащие двум классам растительности (Голованов 2019). 

## История
«Спутник» начал застраиваться в 1990-х годах. Застроен комфортабельными коттеджами с мансардами, центральным автономным отоплением.

## Инфраструктура
Газифицирован, обустроен всеми городскими сетями.
Между микрорайоном и рекой Белой находится садовое товарищество.

## Транспорт
С центром соединяет асфальтированный проспект Заки Валиди. До микрорайона ходит автобус 31А.
Расстояние до ближайшей железнодорожной станции Салават — 5 км.